# Sho Kamimura
Sho Kamimura (神村 奨 Kamimura Sho?), född 29 mars 1989 i Kanagawa prefektur, är en japansk före detta fotbollsspelare.
Kamimura började sin karriär 2011 i Mito HollyHock. Efter Mito HollyHock spelade han för Albirex Niigata Singapore, Shillong Lajong FC och FC Machida Zelvia. Han avslutade karriären 2013.